# Little Walsingham
Little Walsingham är en by i Walsingham, North Norfolk, Norfolk i England. Byn är belägen 41 km 
från Norwich. Orten har 658 invånare (2016). Little Walsingham var en civil parish fram till 1987 när blev den en del av Walsingham. Civil parish hade 686 invånare år 1961.